# جویدو آندرئوتزی
 جویدو آندرئوتزی (انگلیسی: Guido Andreozzi؛ زادهٔ ۵ اوت ۱۹۹۱) یک تنیس‌باز اهل آرژانتین است. 